# Агенция по вписванията
Агенцията по вписванията е създадена на 31 юли 2004 г. с приемането на §27 от Закона за изменение и допълнение на Закона за кадастъра и имотния регистър (обн. ДВ, бр.36 от 30 април 2004 г.).
Работата на агенцията цели да дава публичност и гласност на извършените вписвания, което гарантира сигурност при извършване на сделки с недвижими имоти.
Агенция по вписванията е изпълнителна агенция към министъра на правосъдието. Тя е юридическо лице със седалище София и със служби по вписванията в седалищата на районните съдилища.
Администрацията създава и поддържа централен архив в електронен вид на партидите на недвижимите имоти и вписаните актове с приложени към тях документи. Осигурява поддържането на Имотен регистър, Регистър Булстат, Търговски регистър и Регистър на имуществените отношения на съпрузите. Организира, координира и ръководи дейностите в службите по вписванията. Организира работата по създаването и поддържането на Имотния регистър. Осигурява връзката между Имотния регистър и другите регистри.